# سو لالی
سو لالی (انگلیسی: Sue Lawley؛ زادهٔ ۱۴ ژوئیهٔ ۱۹۴۶) گوینده اخبار و مجری تلویزیون اهل بریتانیا است.
وی مابین سال‌های ۱۹۸۸ تا ۲۰۰۶، مجری برنامهٔ رادیویی لوح‌های جزیره متروک بود و در یکی از قسمت‌های بله آقای وزیر، به‌عنوان بازیگر میهمان ظاهر شد.